# (8118) 1996 WG3
A (8118) 1996 WG3 a Naprendszer kisbolygóövében található aszteroida. A Beijing Schmidt CCD Asteroid Program keretében fedezték fel 1996. november 26-án.